# USS X-1
USS X-1 byla miniponorka námořnictva Spojených států amerických z éry studené války. Její konstrukce byla mimo jiné inspirována známou britskou třídou X. X-1 byla jedinou miniponorkou amerického válečného námořnictva. Sloužila především k experimentům. V prvních letech byla vybavena experimentálním pohoným systémem s uzavřeným cyklem, ale po jeho výbuchu v roce 1957 byla přestavěna na konvenční pohon. V operační službě byla v letech 1955-1957 a 1960-1973. Po vyřazení byla zachována jako muzejní loď v Submarine Force Library and Museum v Grotonu ve státě Connecticut.

## Stavba

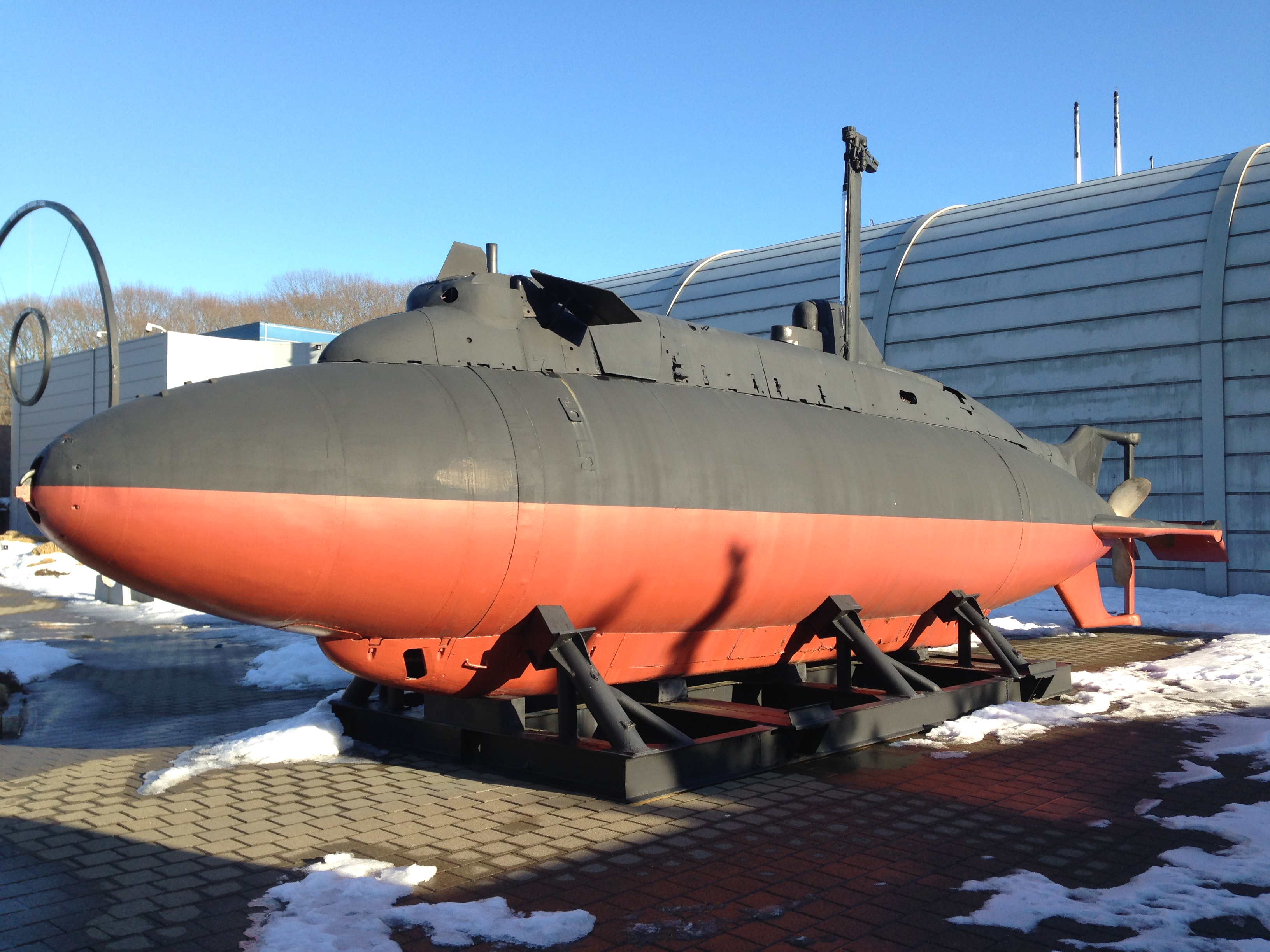
X-1 vystavená v Submarine Force Library and Museum

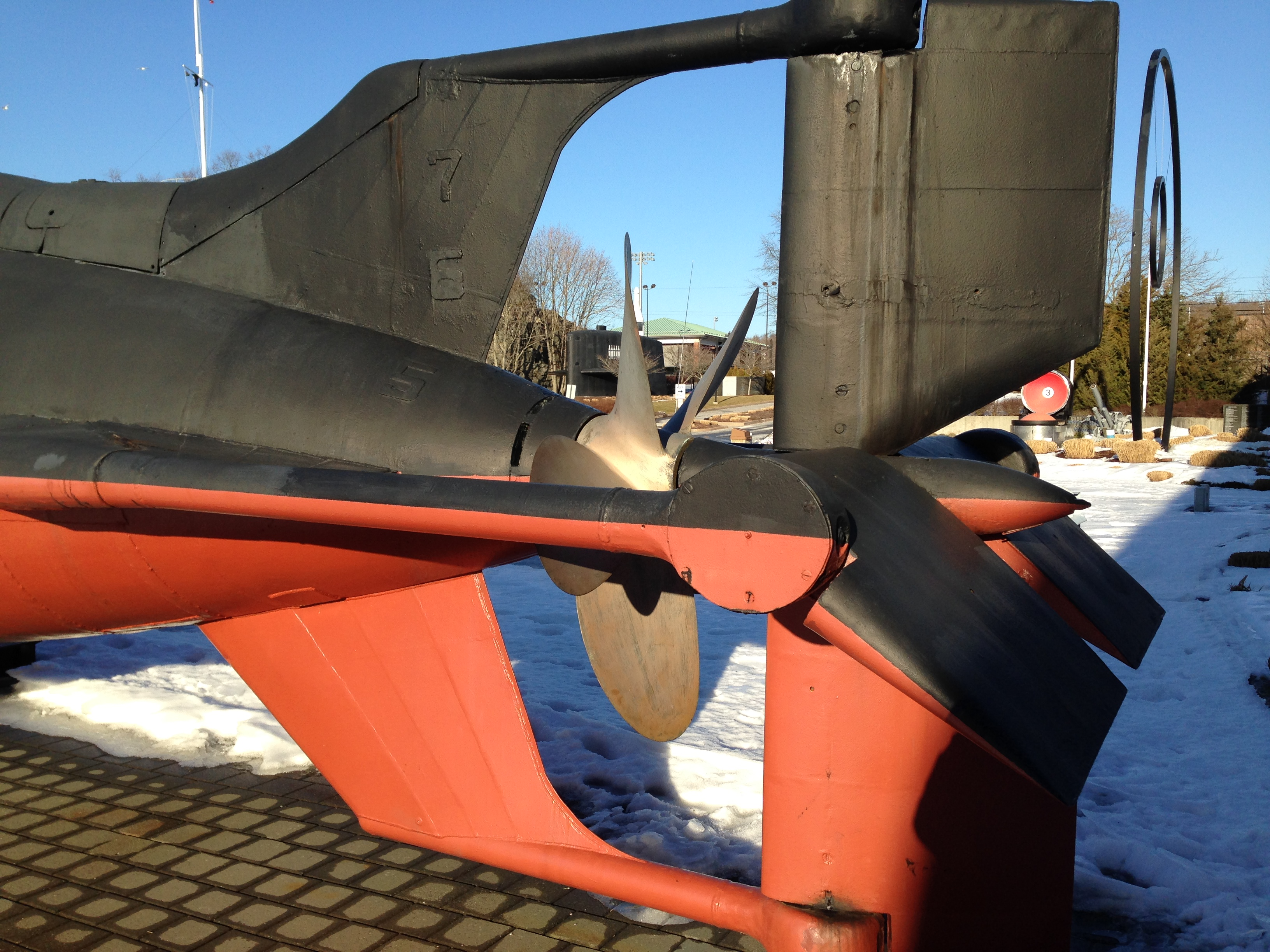
Záďová sekce X-1

Americké námořnictvo se za druhé světové války soustředilo na velké ponorky vhodné pro operace v rozsáhlých oblastech Pacifiku. Po jejím skončení se v reakci na úspěchy britských a italských miniponorek a řiditelných torpéd, rozhodlo postavit vlastní miniponorku za účelem zkoušek. Nejprve byla zvažována akvizice čtyř miniponorek britské třídy XE. Námořnictvo už dříve mohlo prozkoumat ukořistěná německá plavidla typ Biber a Seehund, stejně jako italské Maiale. V roce 1950 byla k testování zapůjčena britská miniponorka XE-7 a zvažována byla i dlouhodobá zápůjčka jejího sesterského plavidla XE-9. Nakonec však bylo rozhodnuto vyvinout plavidlo americké konstrukce.
Miniponorku postavila společnost Fairchild Engine and Airplane Company v loděnici Jakobson's Shipyard v Oyster Bay ve státě New York. Kýl byl založen 1. května 1952, ponorka byla spuštěna na vodu 7. září 1955 a dne 2. prosince 1955 byla uvedena do služby.

## Konstrukce
Oproti britské třídě XE byla X-1 o něco prostornější. Posádka byla osmičlenná, přičemž k řízení samotné ponorky sloužily dva lidé a v případě potřeby měl tento úkol zvládnout i jeden. V přední části se nacházela přechodová komora pro čtyři žabí muže, přístupná poklopem na pravoboku. Stejně jako britské miniponorky měla X-1 na dno pod svůj cíl shazovat dvě 1000kg výbušné nálože. Miniponorku původně poháněl uzavřený systém s dieselem a peroxidem vodíku jako zdrojem kyslíku. Lodní šroub byl jeden. Pohonný systém byl vyvinut na základě poznatků německého druhoválečného výzkumu (USA získaly jako kořist německou ponorku U-1406 poháněnou tzv. walterovou turbínou). Uzavřený pohonný systém sliboval vysoké výkony při plavbě pod hladinou, a proto s ním experimentovalo více zemí. Nebyl však technicky vyzrálý. Nejvyšší rychlost na hladině dosahovala 15 uzlů a pod hladinou 12 uzlů.

### Modifikace
Po výbuchu nádrží s peroxidem vodíku v roce 1957 byla miniponorka přestavěna na konvenční diesel-elektrický pohon. Až do jejího vyřazení ponorku poháněl jeden diesel Hercules Motor Corp. a jeden elektromotor Electric Spaciality Co. Nejvyšší rychlost dosahovala pět uzlů na hladině a šest pod hladinou.

## Operační služba
X-1 sloužila od svého dokončení v prosinci 1955 k testování neobvyklého pohonného systému a ověření možností nasazení miniponorek. Kromě možného nasazení proti nepřátelským plavidlům námořnictvo zajímaly i její schopnosti při průzkumu a čištění pláží určených pro vyloďovací operace. Zkoušky však po nějaké době přeršila nehoda. Dne 20. května 1957 byla příď X-1 vážně poškozena výbuchem nádrží na peroxid vodíku. Záchranilo ji umístění nádrží vně tlakového trupu. Nikdo nebyl raněn. V letech 1957–1960 byla X-1 v rezervě. Zároveň byla přestavěna na konvenční pohon. Americké námořnictvo mezitím ztratilo zájem o ponorky s nevyzrálým pohonem s uzavřeným cyklem, který u amerického námořnictva i jinde způsobil řadu závažných nehod, a plně se soustředilo na jaderné ponorky. Po reaktivaci byla až do roku 1973 používána k experimentům. Z námořního registru byla vyškrtnuta 16. února 1973. Zachovala se dodnes.